# 루카스뉴트
루카스 뉴트는 이동건(실명)이 흔한 남고생의 일상 컨텐츠로 유튜브 영상을 올리는 유튜브 채널이다. 이동건은 인터뷰때 자기 자신의 이름을 새로 만들었고 그 자신을 이동건 이라고 부르지 않고 루카스 뉴트라고 부른다. 그는 모두의 마블 실력자 이기도 하다.